# Pandercetes niger
Pandercetes niger är en spindelart som beskrevs av Anna Maria Sibylla Merian 1911. Pandercetes niger ingår i släktet Pandercetes och familjen jättekrabbspindlar.
Artens utbredningsområde är Sulawesi. Inga underarter finns listade i Catalogue of Life.